# 罗瑞卿
罗瑞卿（1906年5月31日—1978年8月3日），原名其荣，因长得高大而有罗长子之称，四川南充人，中国工农红军、中国人民解放军及中华人民共和国领导人之一，曾任中共中央书记处书记、国务院副总理、解放军总参谋长等党、政、军要职，授中国人民解放军大将军衔。中国共产党、中华人民共和国政治人物，原副国级领导人。
罗瑞卿早年考入黄埔军校，随后参加國民革命軍北伐，之后加入中国共产党。随后参加红四军，担任红四军政治部宣传部长等职位，之后改为红一军团保卫局局长，随中央红军进行战略转移。抗日战争期间，担任抗日红军大学校长、十八集团军野战政治部主任等职位。第二次国共内战期间，罗担任晋察冀中央局、华北军区政治部主任兼第二兵团第一政治委员，率领第二兵团参与石家庄、太原战役等。中华人民共和国成立后，其中央人民政府公安部、中华人民共和国公安部首任部长、第2、3届中华人民共和国国务院副总理、中國人民解放軍總參謀長、南方大学教授等职。文化大革命期间，因罗瑞卿事件而被批判，后跳楼负重伤。文革结束后平反。1978年赴西德治疗腿疾时病逝。

## 生平

### 早年革命生涯
1906年5月31日，罗瑞卿出生于四川南充舞凤乡清泉坝马家坡，此后在村中读私塾。1920年，考入南充北区大林寺高等小学。1923年，受其外祖父资助考入南充县立中学。1926年7月离家出走，到考入成都高等蚕桑学校，但因凑不足学费未能入学。1926年10月在重庆结识了共青团四川省委工作的任伯芳，与任伯芳一起考入国共合作创办的武汉中央军事政治学校（即黄埔军校武汉分校），12月乘船东下武汉。1927年2月1日编在入伍生总队（黄埔军校第六期）政治第一大队第二队，与陈伯钧同学。1927年四一二事件，国共合作破裂。1927年5月中旬至6月下旬，黄埔军校武汉分校被编入叶挺指挥的中央独立师第一团，参加讨伐夏斗寅和西征杨森的战斗。后因作战表现出色，团长蓝腾蛟调到团部当传令兵。1927年7月中下旬，黄埔武汉分校被改编为第二方面军军官教导团（团长叶剑英）东征讨蒋，罗瑞卿编入共产党员叶镛为连长的第二连任副班长。1927年8月2日教导团由武昌沿江东下，准备参加南昌暴動，船到黄石，传来了南昌暴動的消息，张发奎担心教导团也发生起义，8月4日在九江把教导团缴枪，愿走愿留自便。当天晚上中共在教导团的负责人陈毅召集共产党员开会决定已暴露的党员分散，或去南昌找义军，或回乡从事农民运动。罗瑞卿领了十几块钱路费回到了武汉，8月中旬至9月下旬伤寒病入仁济医院住院一个多月。出院后住在汉口四川会馆。由于武汉的白色恐怖越来越厉害，1928年1月罗瑞卿离开武汉到湖南常德。1928年2月去澧州，经任伯芳介绍在鲁涤平所属第二军教导师政治部宣传科任上尉宣传员。1928年6月离开鲁部队到长沙。1928年8月罗瑞卿和任伯芳一起到上海。1928年10月，“经和党中央接上关系的任伯芳介绍，同中央军委的工作人员欧阳钦接上了头，在上海转为中国共产党党员。”。
1929年，受中共中央军委派遣，离开上海赴湘鄂西苏区红军，后因交通堵塞折返上海。次月，赴正在闽西的红四军工作，后到闽西上杭蛟洋游击队任教官。5月，朱德、毛泽东率部再次入闽。罗瑞卿与傅柏翠、曾省吾率部协同红四军作战，掩护红四军向龙岩前进。同月，上杭蛟洋游击队改编为红59团，傅柏翠任团长，罗瑞卿任参谋长。次月，部队红四军第四纵队，傅伯翠任司令员，张鼎丞任党代表，罗瑞卿任参谋处主任。9月，红4纵队参加攻打上杭的战斗，被调任第二纵队五支队任党代表。10月，率部随红四军主力出击东江、长汀，随后调往二纵队政治部任宣传科长。12月，参加古田会议，次年改为第二纵队政治部主任。
1930年，部队进行整编，部队改为红四军第十一师，罗瑞卿任党代表，后改任政治委员。之后指挥参加攻占吉安、峡江的战斗。12月，参加中共第一次反围剿战争，并率部在龙冈战斗中与其他部队诱敌深入，一举全歼张辉瓒两个旅和师部，并活捉国军十八师师长张辉瓒。次年，罗瑞卿与曾士峨率部向东追击谭道源师，歼灭三千余人。3月，随红一方面军主力向南转移，参与中共第二次反围剿战争；5月16日，与曾士峨奉命率红11师抢占观音崖隘口，协助红军主力围歼王金钰部第28师大部和第47师，在该战中身负重伤，直至年底才康复。12月，任红四军政治部宣传部长兼四军随营学校政治委员。

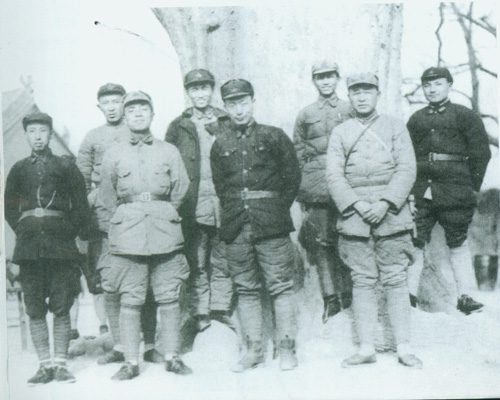
1936年2月，红一军团、红十五军团部分领导干部在陕西淳化合影。前排左起：王首道、杨尚昆、聂荣臻、徐海东。后排左起：罗瑞卿、程子华、陈光、邓小平。

1932年3月，红一军团进行整编，罗瑞卿任红四军政治委员。次月，与王良率部参加漳州战役，全歼张贞国军第49师。5月，回师赣南中央苏区。7月10日，指挥红四军参加南雄、水口战役，先后击溃粤敌15个团。8月，罗指挥红四军主攻乐安、宜黄，全歼国军第27师，俘获五千余人。10月，率部参加建黎泰战役，次月占领建宁、黎川、泰宁广大地区。11月，部队北进，占领资溪、金溪。1933年，罗改任红一军团保卫局局长，参与指挥中共第四次反围剿战争。2月，罗与徐彦刚率红七师、九师参加黄陂伏击战，全歼国军第52师，活捉师长李明。3月21日，参加草台冈战斗，国军第11师大部被歼。同年9月，参加中共第五次反围剿战争。
1934年1月15日，罗瑞卿赴瑞金，出席中华苏维埃共和国第二次全国苏维埃代表大会。此后，随红一军团参加三溪圩、广昌、温坊战斗等。10月，率领一军团保卫局随中央红军开始战略转移。1935年，参加强渡乌江。并为中共中央政治局遵义会议作外围警戒工作。1月，率部六渡赤水，5月19日，罗瑞卿改任中央红军先遣队参谋长，并率先遣队通过大凉山彝族区，参与指挥强渡大渡河等。此后翻越夹金山、雪山，抵达毛儿盖，后到达班佑。9月20日，红一方面军和军委纵队整编为陕甘支队，罗瑞卿任第二纵队政治部主任，次月与彭雪枫、李富春率第二纵队到达陕北吴起镇。不久调任红一方面军保卫局局长，并参加直罗镇战役。

### 抗日战争时期

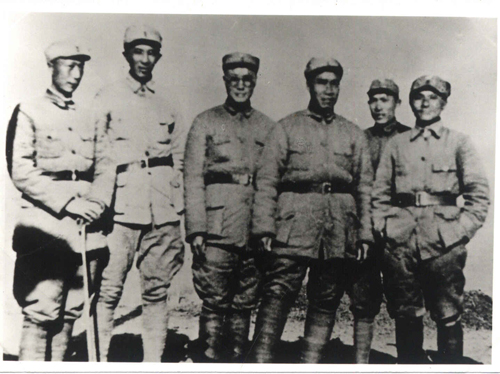
1940年3月，晋东南桐峪129师师部合影。左起：聂荣臻、罗瑞卿、刘伯承、朱德、蔡树藩、邓小平

1936年2月至5月，罗随红一方面军参加东征战役，之后返回陕北，担任抗日红军大学教育长，随后作为中共代表团成员随周恩来赴西安解决西安事变。1937年，担任抗日红军大学校长。1938年，任抗日军事政治大学副校长。2月，赴武汉，代表八路军总部参加国民政府军事委员会政治部召开的政治工作会议，挂上校军衔。此后数年一直担任抗大校长，培养中共干部。
1940年2月，抗大总校从陕北迁移到山西，此后罗瑞卿调任国民革命军第十八集团军野战政治部主任。8月，协助彭德怀指挥安排百团大战中的政治工作，并组织战地工作巡视团赴晋冀鲁豫地区帮助部队整顿。同年10月，参加指挥关家垴战斗。1941年，罗瑞卿在辽县桐峪镇与郝治平结婚。同年4月，被任命为华北军委分会委员。1943年，罗瑞卿奉命返回延安。1945年春，罗瑞卿出席中国共产党第七次全国代表大会，被选为候补中央委员。

### 解放战争时期
1945年8月18日，中共中央书记处会议决定，组织晋察冀中央局。罗被任命为晋察冀中央局副书记、晋察冀军区副政治委员兼政治部主任，此后赶赴张家口，与聂荣臻、萧克等组织绥东战役。10月，担任新组建的晋察冀第二野战军政治委员。次月，担任冀热辽中央分局第二书记、第二政治委员兼政治部主任、政治委员，随即率部赴承德，指挥古北口保卫战。1946年1月，国共双方达成停止军事冲突的协议，并组成由国共美三方军事调处执行部，罗瑞卿被任命为中共方面参谋长。
同年秋，解放战争爆发，国民党部队进攻中原解放区。同年7月，罗瑞卿协助聂荣臻进攻山西大同，但是并未攻下。1947年，参预指挥保南战役，其次组织晋察冀军区部队整训与补充。6月2日，罗瑞卿任晋察冀野战军第一政治委员，杨得志任司令员。随后参与指挥青沧战役，攻克青县、沧县、永清。随后发起保北战役，攻克徐水、固城。9月，率部发动大清河北战役，重创国军第16军。11月，与杨得志指挥部队发起石家庄战役，攻占石家庄。1948年1月，与杨得志指挥晋察冀野战军发起涞水战役，歼灭傅作义部32师，35军军长鲁英麟兵败自杀。1948年5月，罗瑞卿被任命为华北军区政治部主任兼第二兵团第一政治委员。此后，率领其部连克古北口、昌黎、石门镇、涞水等地，歼灭国军三万余人。12月，第二兵团参加平津战役，再出平绥线，全歼国军第35军。
1949年1月，率第二兵团进至北平北部，进行围城。此后部队整编，其改任华北军区政治部主任兼第十九兵团政治委员。同年3月，出席在西柏坡召开的中共七届二中全会。之后，任太原前线司令部副政治委员和总前委第一副书记及太原军管会副主任，协助徐向前组织太原战役。4月下旬，协助周士第指挥最后攻城，并占领太原。6月，离开太原调往北平，出任中央军委公安部部长。并于9月，出席中国人民政治协商会议第一届全体会议。

### 中华人民共和国成立后

1953年，罗瑞卿陪同毛泽东在雪中视察。

1949年10月1日，中华人民共和国成立，罗瑞卿出席中华人民共和国开国大典。随后，其主持召开第一次全国公安工作会议，讨论公安机关的组织工作及方针政策。之后，被任命为中央人民政府政务院政务委员、中央人民政府人民革命军事委员会委员、政务院政治法律委员会副主任、政法办公室主任、中央人民政府公安部部长；次月，兼任北京市公安局局长。1951年7月，罗瑞卿以公安部长名义公布《城市户口管理暂行条例》，并在该年起展开全国性的三反、五反运动。1953年，兼任中央人民公安学院院长。1955年，被授予中国人民解放军公安军大将军衔及一级八一勋章、一级独立自由勋章和一级解放勋章。
1956年，主持召开第一次全国公安政治工作会议等，主持肃反及经济保卫工作；次年，起草《中华人民共和国治安管理处罚条例》、户口登记条例等法律法规等。1959年以后，任国务院副总理、国防部副部长、中央军委秘书长、中国人民解放军总参谋长、国防工业办公室主任、中央军委常委、中央书记处书记。1961年，与贺龙、聂荣臻主持召开国防科工委北戴河工作会议，研究贯彻“调整、巩固、充实、提高”的八字方针，缩短国防工业生产建设战线问题，对国防工业的科研、生产、基本建设进行调整。

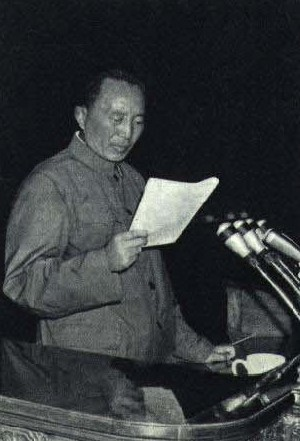
1965年的罗瑞卿

1962年秋，林彪病重。毛泽东指定贺龙代林彪主持军委工作，称：“军队的工作，以后靠你了！”之后，中央军委内部日渐分裂为贺龙、罗瑞卿为首的一派和林彪、叶剑英、聂荣臻、杨成武等人的一派。双方在林彪病情、“大学空军”运动和全军大比武等事件上不断发生摩擦与斗争。1965年12月11日，罗瑞卿由昆明临时调往上海，参加中共中央政治局常委扩大会议。在会上，林彪、叶群、吴法宪、李作鹏等人在毛泽东首肯下，对罗瑞卿进行突然袭击，被指责为“反对突出政治”、“反对林彪”。随后，被调离军事工作领导岗位。1966年3月，京西宾馆会议上，罗瑞卿被挂上“篡军反党”、“反对毛主席”、“反对毛泽东思想”而受到批判。3月18日，罗瑞卿从三楼跳下导致双脚跟骨受伤，被送入北京医院治疗。同年5月，中共中央政治局扩大会议召开，刘少奇主持批判“彭真、罗瑞卿、陆定一、杨尚昆的‘反党错误’”，并决定停止和撤销该四人全部职务。罗瑞卿因此被停止中央书记处书记、国务院副总理等职务。同年10月，罗瑞卿逐渐康复；但12月，被红卫兵劫出医院，押到海淀区罗道庄的北京卫戍区部队驻地。1967年4月3日，因伤口长期未癒，被送入解放军总医院治疗，治疗期间经常被提讯或批斗。1969年初，做左小腿截肢和左股骨头切除手术。1973年1月，因冠心病、高血压等病住院治疗。之后复发再次住院。同年11月，被解除监护。12月21日，毛泽东在参加中央军委会议时，表示其是“听了林彪一面之辞，错整了罗瑞卿”。
“文化大革命”结束后，政治上得到平反。1977年，参加中共第十一次全国代表大会，当选为中央委员，并被任命为中央军委常委、军委秘书长。1978年，在《实践是检验真理的唯一标准》发表后，促成《马克思主义的一个最基本的原则》在《解放军报》上发表，推动了“真理标准大讨论”的开展。7月赴西德海德堡大学骨科医院治疗腿病，于8月3日突发心肌梗塞病逝。两日后，中央派专机将罗瑞卿的灵柩接回北京，邓小平、叶剑英等前往机场迎灵。1978年8月12日，中共中央召开追悼会，天安门广场、新华门、外交部下半旗致哀，邓小平致悼词。罗瑞卿的骨灰安放在北京市八宝山革命公墓。

## 评价
党和国家最高领导人毛泽东评价罗瑞卿时说：“天塌下来有罗长子顶着”。
1967年，叶剑英就罗瑞卿的跳楼作了一首诗，其中“将军一跳身名裂，故人回首成永诀”套改自南宋爱国词人辛弃疾《贺新郎·别茂嘉十二弟》追叹西汉名将李陵的名句“將軍百戰身名裂。向河梁、回头万里，故人长绝。”；对此，周恩来严厉批判其“完全站到罗瑞卿一边”。

## 著作
- 《罗瑞卿诗选集》1978年四川人民出版社
- 《罗瑞卿军事文选》2007年当代中国出版社

## 家庭
- 原配 林氏
- 第二任妻子 拱平（1919年－2010年7月2日）
- 第三任妻子 郝治平（1922年－2024年1月4日），1938年参加八路军，1941年4月3日與罗瑞卿结婚。曾任十八集团军政治部总支部书记，中华人民共和国公安部党委办公室主任，总参政治部顾问等职。1955年被授予上校军衔。后任中国老年书画研究会常务副会长，中华老人促进会会长。[27]
- 罗玉华，女儿，林氏生
- 罗箭（1938年－）， 儿子，拱平生
- 罗裕田（1942年－），女儿，
- 罗峪书 （1943年－），女儿
- 罗宇（1944年－2020年）
- 罗寰，儿子
- 罗峪治（1949年，朵朵）。
- 罗峪平（1951年，点点），女儿，出生在北京。
- 罗原（1953年－，小小），儿子。